# Jason Barnard
Jason Barnard (Leeds, 5 de junio de 1966) es emprendedor, autor, consultor de estrategia web, músico, realizador de dibujos animados y actor de doblaje. Con su mujer Véronique, ha creado, coescrito y prestado su voz a los personajes del dibujo animado Boowa & Kwala que ha conocido un primer éxito en línea, antes de ser adaptado en una serie de televisión de 52 episodios realizados por Xavier Picard y producido por ITV Internacional. Ha jugado igualmente el contrabajo y cantado en el grupo Los Barking Dogs con el que ha dado más 600 conciertos entre 1989 y 1996. Esta actualmente de gira con Barcoustic y lleva en paralelo misiones de consulting en SEM y SEO, sobre todo para la plataforma SEM Kalicup.

## Niñez, familia
Jason Barnard ha crecido en un pequeño pueblo cerca de la ciudad de Otely en el Yorkshire. Su padre es un profesor de universidad retirado y su madre Kate Westbrook es artista y cantante de Jazz. Jason tiene dos hermanas : Josie Barnard, escritora y Clio, realizadora de ciné.

## estudios
Es diplomado de la Escuela polytecnica de Liverpool (hoy John Moores University) en economía y estadísticas (licencia). Durante sus estudios, era el cantante del grupo de Blues Stanley The Counting Horse. En 1988, se ha mudado a París para seguir con su carrera musical.

## Los Barking Dogs[3]
Jason Barnard ha integrado Los Barking Dogs en 1989 como contrabajista. Entre 1989 y 1996 (año durante el cual el grupo se ha separado) ha dado más 600 conciertos en Francia, Inglaterra, Irlanda, España, Bélgica, Suiza, Países- Bajos, Dinamarca, Alemania, Austria, Eslovaquia e Italia. Ha jugado igualmente más de 3000 veces en la calle (busking) en París, Milán, Zúrich y Berlín.... y Angers.
Los Barking Dogs se han producido en numerosos festivales a los lados de artistas tales que La Mano Negra, The Pogues, Las Wampas.
Jason Barnard era contrabajista, cantante, autor y compositor para todos los discos del grupo : Una noche tranquila en las Barking Dogs (1991), Bark (1993), Spasm (1996), Live (1994)

## Boowa & Kwala[5]
Durante el verano 1998, con su mujer Véronique, Jason Barnard ha creado los personajes Boowa y Kwala. La idea inicial era hacer un CD de música para niños con los personajes principales del dibujo animado ,. Luego, han tomado vida en un libro-disco (contado por Sir Tony Robinson en inglés y Jean Claude Dreyfus en francés). El libro ya no es editado actualmente pero es disponible en línea en uptoten.com.
En diciembre de 1998, la pareja Barnard ha lanzado los primeros juegos, canciones y actividades interactivas "Boowa & Kwala" utilizando Macromedia Flash (versión 3) sobre boowakwala.com. Entre 1998 y 2008, Véronique y Jason Barnard se instalan en la Isla Maurice,, y créan más de 600 épisodios con los personajes del dibujo animado. La pareja prestaba su voz a los dos personajes y componía las canciones. El website recibido la visita de un millón de niños por mes.
En 2006, una serie de CD-Rom, sale en Emme (Avanquest)

## Boowa & Kwala serie de television[12]
En 2007, Boowa & Kwala se vuelven las estrellas de su propia serie de televisión de 52 episodios (en franceses y en ingleses), realizado por Xavier Picard y producido por ITV Internacional y Tiji. La serie ha sido difundida en Canadá (TVO), Polonia, Estados Unidos, Nueva Zelanda.
El conjunto de los episodios están disponibles en línea. Cada episodio está articulado en torno a una canción escrita por Jason Barnard. Es de este modo la serie ha sido luego declinada en álbum de canciones - "53 canciones felices con Boowa & Kwala". 
Jason Barnard ha coescrito los scénarios, y ha prestado su voz a los personajes Boowa, Dawa, Mawa, Papá Koala y Papi Koala en inglés y en francés. Véronique Barnard ha prestado su voz a Kwala.

## Barcoustic
En 2014, Barnard ha creado Barcoustic con el cantante de los Barking Dogs, Hugo Scott. El dúo esta actualmente de gira en Francia, en Suiza y en Alemania.

## SEM y Kalicup
Jason Barnard está reconocido como un experto en SEM / SEO / estrategia web. Ha recibido el cinturón negro de Searchmetrics en 2015, y ha dado conferencias para SEO CAMP.
Jason Barnard es actualmente consultor en estrategia web, SEM y SEO para clientes al internacional. Jason Barnard es especialista del desarrollo del algoritmo de la plataforma SEM Kalicup. Desde enero de 2016 lo propone a algunos clientes en Bêta. El lanzamiento público está previsto para abril de 2016.